# La Bella Dorment (pel·lícula de 1959)
La Bella Dorment (títol original en anglès Sleeping Beauty) és una pel·lícula estatunidenca de 1959, el setzè llargmetratge animat del cànon de llargmetratges de Disney. Va ser produïda per Walt Disney per a Walt Disney Productions i distribuïda per Buena Vista.

## Repartiment
- Mary Costa: la Princesa Aurora / Rosa, la Bella Dorment del bosc
- Eleanor Audley: Malèfica, la bruixa i fada dolenta
- Verna Felton: Flora, la fada rosa i la Reina Flor, la mare de la Princesa Aurora, la Bella Dorment del bosc
- Barbara Jo Allen: Fauna, la fada verda
- Barbara Luddy: Primavera, la fada blava
- Bill Shirley: el Príncep Felip
- Taylor Holmes: el Rei Esteve, el pare de la Princesa Aurora, la Bella Dorment del bosc
- Bill Thompson: el Rei Hubert, el pare del Príncep Felip
- Dallas McKennon: el mussol
- Marvin Miller: el narrador

## Producció[calcitació]
Va ser l'última pel·lícula produïda per Walt Disney dins del gènere dels contes de fades; no seria fins després de la seva mort que l'estudi tornaria al gènere amb La Sireneta (1989). Va ser també l'últim llargmetratge de Disney entintat a mà abans que es fes comú el procés de xerografiat. És el primer llargmetratge animat filmat en Super Technirama 70 (en 70mm), un procés de pantalla panoràmica de gran format; d'altres són The Black Cauldron (1985), una de les primeres pel·lícules on va treballar Tim Burton) i Akira (1988), de Katsuhiro Otomo.
La producció es va dur a terme durant gairebé tota la dècada del 1950, ja que es va començar a treballar amb el guió l'any 1951, les veus es van enregistrar el 1952, la producció de l'animació va tenir lloc entre 1953 i 1958, la banda sonora en estèreo s'enregistrà el 1957 i la pel·lícula es va estrenar el 1959.

## El castell[calcitació]
El castell de la princesa Aurora, la Bella Dorment, és un castell que s'ha recreat en diversos dels parcs temàtics de la companyia Disney, és el símbol del primer parc inaugurat el 1955, el de Disneyland (Anaheim, California), on se'n va construir un. També és el castell que es va fer servir de model per a alguns logotips de l'empresa (a part de la signatura del mateix Walt Disney).
També hi ha recreacions del castell al parc de Disneyland París i al de Disneyland Hong-Kong, als parcs de Disneyland Tòkio i al Magic Kingdom de Florida hi ha recreacions del castell de La Ventafocs.
El disseny del castell s'inspira en els castells europeus, especialment en el de Neuschwanstein (Hohenschwangau, Baviera) construït entre el 1869 i el 1892 pel rei Lluís II.
- Castell de Disneyland.
- Castell de Neuschwanstein.